# Kirsty Law
Kirsty Law (11 de octubre de 1986) es una deportista de Reino Unido que compite en atletismo. Ganó una medalla de bronce en el Campeonato Europeo de Atletismo por Equipos de 2021, en la prueba de lanzamiento de disco.